# Модель (Мазовецьке воєводство)
Модель (пол. Model) — село в Польщі, у гміні Пацина Ґостинінського повіту Мазовецького воєводства.
Населення — 258 осіб (2011).
У 1975-1998 роках село належало до Плоцького воєводства.

## Демографія
Демографічна структура станом на 31 березня 2011 року:
|          | Загалом | Допрацездатний вік | Працездатний вік | Постпрацездатний вік |
| -------- | ------- | ------------------ | ---------------- | -------------------- |
| Чоловіки | 125     | 23                 | 88               | 14                   |
| Жінки    | 133     | 16                 | 80               | 37                   |
| Разом    | 258     | 39                 | 168              | 51                   |